# El príncipe rana
El príncipe rana, El rey rana, El príncipe sapo o Enrique de hierro (Der Froschkönig oder der eiserne Heinrich) es uno de los cuentos de hadas recopilado por los hermanos Grimm, escritores y filólogos alemanes célebres por sus cuentos para niños.
En la colección de cuentos de los hermanos Grimm, El príncipe rana (Der Froschkönig oder der eiserne Heinrich) es el n.º 1. Corresponde al tipo 445 de la clasificación de Aarne-Thompson: El rey rana o Enrique de hierro.

## Trama
Trata sobre una hermosa pero mimada y orgullosa princesa a quien su padre le regala una pelota de oro, con la que queda fascinada; pero un día, jugando con la pelota de oro cerca de un pozo, la pelota de oro se le cae al agua. En el pozo habitaba una rana, con la cual la princesa hace un trato: la rana le traerá la pelota de oro a la princesa y la princesa, a cambio, será su amiga y la invitará esa misma noche a cenar al castillo dónde ella vive y a dormir toda la noche con ella en la cama de su habitación. Pero la princesa, habiendo recuperado la pelota de oro, se olvida de la promesa. Sin embargo, la rana se presenta en el castillo y le confiesa al rey la promesa que le hizo la princesa. Fastidiada la princesa accede a cumplirla, porque así se lo pide su padre, siendo obligada a comer del mismo plato y a dormir en la misma cama que la rana. Pero su repulsión es tan grande, que cuando se van a acostar lanza a la viscosa y desagradable rana contra la pared, descubriendo en realidad, que la rana es un príncipe que había sido encantado por una bruja malvada.
Aunque en versiones modernas la transformación es invariablemente desencadenada cuando la princesa besa a la rana, en la versión original de los hermanos Grimm, el hechizo se rompe cuando la princesa arroja a la rana contra la pared. En versiones tempranas era suficiente para la rana, pasar la noche en la almohada de la princesa. Al final del cuento, el príncipe rana le perdona a la princesa los malos y ariscos tratos que le hizo cuando estaba convertido en rana, y para agradecerle a la princesa que ha roto el hechizo, él y ella se casan y viven felices eternamente. 

## Orígenes
El folklorista Stith Thompson en The Folktale sugirió que la historia del Rey Rana en la tradición alemana comenzó con un cuento literario del siglo XIII escrito en latín. Por otra parte, en Fairytale in the Ancient World, Graham Anderson comenta que hay una referencia a "el hombre que fue (una vez) una rana es ahora un rey" (qui fuit rana nuncest rex) en el Satyricon de Petronio, aunque otros académicos, discuten que podría ser una pulla al emperador Nerón, al cual se le hacían comparaciones humorísticas con una rana. No obstante, Graham Anderson apunta a otra posible fuente, dentro del mito fundacional de Argos de Danao y sus hijas.
También se le podría relacionar con cuentos antiguos y modernos de la variedad bestia/novio como ocurre en la obra del siglo II de Apuleyo, El asno de oro, que contiene el famoso cuento de Eros y Psique. Esto, a su vez, sirvió de las versiones literarias francesas de La Bella y la Bestia durante los siglos XVII y XVIII. Para la creación de este relato también contribuyeron la variedad de relatos orales y literarios que circularon por Europa a finales de la Edad Media y en el Renacimiento como el cuento escocés The Queen Who Sought a Drink from a Certain Well, que se encuentra en The Complaynt of Scotland escrito en gaélico.